# Clarence G. Badger
Clarence G. Badger (9 de juny de 1880 – 17 de juny de 1964) va ser un director i guionista de cinema americà actiu entre les dècades de 1910 i 1930.

## Biografia
Va néixer a San Francisco, Califòrnia i es va educar a l'escola d'art de Boston. El seu pare, d'origen anglès va ser el primer director Bush Street Theatre a San Francisco. Va treballar en el món editorial en diferents diaris de la costa est dels Estats Units i a la revista per mainada "Youth Companion". Va instal·lar-se com a grabador a San Francisco però el terratrèmol de San Francisco de 1906 va ensorrar-li el negoci. Va començar a treballar com a guionista freelance per a les productores Lubin i Universal fins que va ser contractat per la Keystone el 1915. Allà va començar l'ofici de director. El 1918 va deixar la Keystone per la Goldwyn i va rodar algunes pel·lícules de Mabel Normand i Will Rogers. Entre les seves pel·lícules més conegudes cal destacar “It” protagonitzada per Clara Bow així com dues pel·lícules de Raymond Griffith: "Paths to Paradise" i "Hands Up!".
Badger es va traslladar a Austràlia per dirigir "Rangle River" (1936), i va decidir retirar-se allà. Més tard va rodar una darrera pel·lícula, That Certain Something (1941). Va morir a Sydney el 1964.

## Filmografia

### Director
- The Great Vacuum Robbery (1915)
- A Modern Enoch Arden (1916)
- Gypsy Joe (1916)
- A Family Affair (1916)
- His Wild Oats (1916)
- A Social Cub (1916)
- The Danger Girl (1916)
- Haystacks and Steeples (1916)
- The Nick of Time Baby (1916)
- Teddy at the Throttle (1917)
- Dangers of a Bride (1917)
- Whose Baby? (1917)
- The Sultan's Wife (1917)
- The Pullman Bride (1917)
- The Floor Below (1918)
- The Venus Model (1918)
- Friend Husband (1918)
- The Kingdom of Youth (1918)
- A Perfect Lady (1918)
- Day Dreams (1919)
- Sis Hopkins (1919)
- Daughter of Mine  (1919)
- Leave It to Susan  (1919)
- Through the Wrong Door  (1919)
- Strictly Confidential  (1919)
- Almost a Husband  (1919)
- Jubilo  (1919)
- Water, Water, Everywhere (1920)
- The Strange Boarder (1920)
- Jes' Call Me Jim  (1920)
- The Man Who Lost Himself  (1920)
- Cupid the Cowpuncher  (1920)
- Honest Hutch  (1920)
- Guile of Women (1920)
- Boys Will Be Boys (1921)
- An Unwilling Hero (1921)
- Doubling for Romeo (1921)
- A Poor Relation (1921)
- Don't Get Personal (1922)
- The Dangerous Little Demon (1922)
- The Ropin' Fool (1922)
- Quincy Adams Sawyer (1922)
- Fruits of Faith (1922)
- Your Friend and Mine (1923)
- Red Lights (1923)
- Potash and Perlmutter (1923)
- Painted People (1924)
- The Shooting of Dan McGrew (1924)
- One Night in Rome (1924)
- New Lives for Old (1925)
- Eve's Secret (1925)
- Paths to Paradise (1925)
- The Golden Princess (1925)
- Hands Up! (1926)
- Miss Brewster's Millions (1926)
- The Rainmaker (1926)
- The Campus Flirt (1926)
- It (1927)
- A Kiss in a taxi (1927)
- Señorita (1927)
- Man Power (1927)
- Swim Girl, Swim (1927)
- She's a Sheik (1927)
- Red Hair (1928)
- The Fifty-Fifty Girl (1928)
- Hot News (1928)
- Three Weekends (1928)
- Paris (1929)
- No, No, Nanette (1930)
- Murder Will Out (1930)
- Woman Hunter (1930)
- Sweethearts and Wive (1930)
- The Bad Man (1930)
- The Hot Heiress (1931)
- Woman Hungry (1931)
- Party Husband (1931)
- When Strangers Marry (1933)
- Rangle River (1933)
- That Certain Something (1941)

### Guionista
- The Death Trap (1913)
- The Tender Hearted Sheriff (1914)
- Lost in Mid-Ocean (1914)
- Love, Roses and Trousers, (1914)
- The Rejuvenation of Liza Jane (1915)
- Wedding Bells Shall Ring (1915)
- The Way He Won the Widow (1915)
- The Fatal Kiss (1915)
- A Day at the San Diego Fair (1915)
- The Lady Doctor of Grizzly Gulch (1915)
- Done in Oil, (1917)

### Actor
- My Gal Sal (1942)
- The Strange Affair of Uncle Harry (1945)
- The Shocking Miss Pilgrim (1947)

### Productor
- It (1927)
- She's a Sheik (1927)
- Red Hair (1928)
- Rangle River (1936)